# Loma de las Flores, Veracruz
Loma de las Flores är en ort i Mexiko.   Den ligger i kommunen Atzalan och delstaten Veracruz, i den sydöstra delen av landet, 230 km öster om huvudstaden Mexico City. Loma de las Flores ligger 753 meter över havet och antalet invånare är 248.
Terrängen runt Loma de las Flores är lite bergig, och sluttar norrut. Runt Loma de las Flores är det ganska tätbefolkat, med 129 invånare per kvadratkilometer. Närmaste större samhälle är Martínez de la Torre, 19,1 km norr om Loma de las Flores. Omgivningarna runt Loma de las Flores är en mosaik av jordbruksmark och naturlig växtlighet.